# 計算機 (Apple)
計算機（けいさんき、英: Calculator）とは、macOS、iOS、iPadOS、watchOSに標準で付属している電卓ソフトウェアである。

## 概要

### Classic Mac OS
Macintosh上で計算をする電卓機能は、最初のモデルであるMacintosh 128Kから搭載されていた。ただし、シングルタスクである初期のMacOS（System 1.0〜）では、複数のアプリケーションを同時に起動させることが出来なかったため、単機能の簡易なソフトウェアだが、いわゆる「常駐」実行ができるデスクアクセサリとして実装された。この計算機は、Macintoshの開発メンバーであるクリス・エスピノーザ（Chris Espinosa）が試作したものを何度スティーブ・ジョブズに示しても、そのスタイルに関して、あっちがダメ、今度はこっちがダメと納得しなかったため、"the Steve Jobs Roll Your Own Calculator Construction Set" と称するカスタマイズツールをジョブズに渡して、ジョブズ自身に好きなだけカスタマイズいじりをさせてスタイルを完成させたものである。この計算機は、デスクアクセサリが廃止された後も一般アプリとしてほとんどそのまま再実装され、Mac OS 9まで機能・デザインともほぼ変更されなかった。

### OS X
OS X（現macOS）の計算機アプリケーション (Calculator.app) では、スタイリングが一新された他、基本・科学計算・プログラマの3つのモードが追加された。基本モードでは加減乗除ができる。科学計算モードでは基本モードと同様の機能に加え、三角関数や指数関数、累乗等、一般的な関数電卓にある基本的な演算ができる。プログラマモードでは、（やはり関数電卓によくある機能である）8・10・16進法の入力・表示とビット演算などができる。また、逆ポーランド記法順の入力に対応したモードもある。その他、計算結果のプリント機能や、圧力・時間・速度など様々な単位を簡単に換算する機能もある。macOSのアクセシビリティ機能のひとつであるVoiceOverに対応しており、計算結果の音声で読み上げさせることができる（音声計算機）。
Mac OS X v10.4で採用されたDashboardにも、計算機ウィジェットがある。こちらは、多機能なアプリケーション版と異なり、基本的な電卓機能だけの電卓を実装したウィジェットとなっている。
macOS Big Surでは計算機のウィジェットが廃止され、利用できなくなった。
macOS Sequoiaでは計算機のデザインがiOSの計算機に似たものに変更された。計算履歴が追加され、メモアプリから計算メモを使用できるようになった。

### iOS
2007年のiPhone OS 1から搭載されており、macOSの計算機の基本モードと同じ機能が使える。iPhoneを横向きにすることで科学計算モードに切り替えることができる。
iOS 18では換算計算や計算履歴が追加され、計算メモ機能が追加された。指による手書きで数式を解くことができる。なお、メモアプリでも同機能を使用することができる。
科学計算モードは縦画面でも使用することができるようになった。

### iPadOS
iPadでは計算機アプリケーションが搭載されておらず使用することができなかったが、Worldwide Developers Conference24で発表されたiPadOS 18で計算機アプリケーションが追加された。
iOS同様の機能が使える他、iPadOSの計算機でも手書きの計算メモを使用することができ、Apple Pencilを使用して数式を解くことができる。

### watchOS
Apple WatchではwatchOS 6から計算機アプリが追加された。デザインはiOSの計算機と似ており、科学計算モードは使用することができないが、チップ計算を使用することができる。